# Gualberto Villarroel (província)
Gualberto Villarroel é uma província da Bolívia localizada no departamento de La Paz, sua capital é a cidade de San Pedro de Curahuara.